# Trattato di Firenze (1801)
Il trattato di Firenze fu l’accordo di pace firmato da Napoleone Bonaparte e Ferdinando I delle Due Sicilie il 28 marzo 1801 a seguito della vittoria francese nella seconda Campagna d'Italia guidata dal generale corso.

## Storia
L'accordo prevedeva l'indipendenza del regno delle Due Sicilie sotto l'autorità dei Borboni, solo due anni prima scacciati dal territorio continentale dalla rivoltosa Repubblica Napoletana, a condizione che l'esercito francese potesse occupare per un anno le città di Pescara e la Terra d'Otranto, venendo mantenuto economicamente dai Borboni, e che il re indicesse l'amnistia e la grazia per i prigionieri politici giacobini.
Re Ferdinando cedeva inoltre ai francesi, che li girarono al Regno d'Etruria, i territori che erano appartenuti al soppresso Stato dei Presidii, e alla Francia stessa Porto Longone e il Principato di Piombino con l'isola d'Elba.